# Xã Walhalla, Quận Lake of the Woods, Minnesota
Xã Walhalla (tiếng Anh: Walhalla Township) là một xã thuộc quận Lake of the Woods, tiểu bang Minnesota, Hoa Kỳ. Năm 2010, dân số của xã này là 131 người.